# Yale-Myers Forest

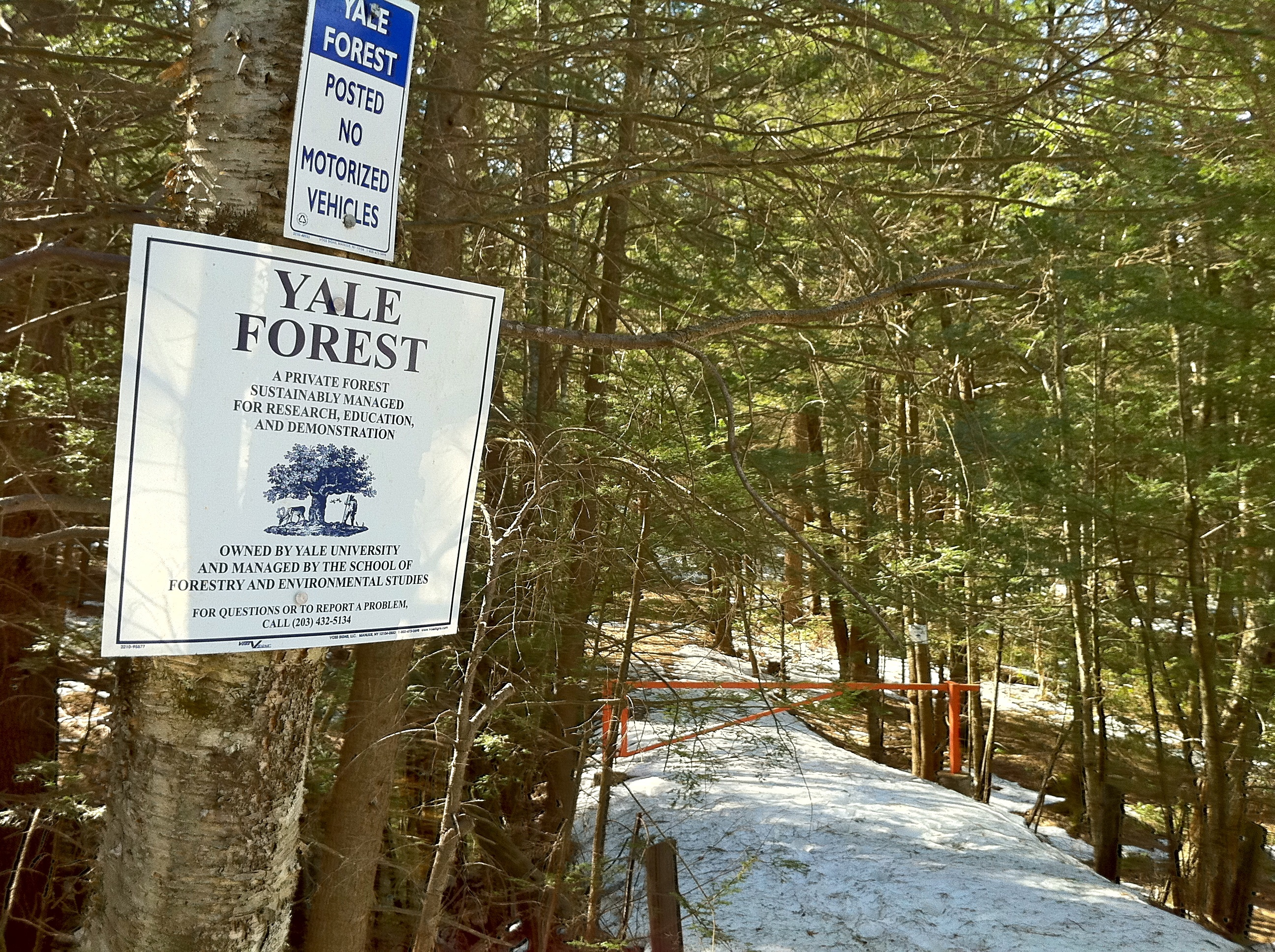
Cartelli nella Foresta Yale-Myers ed ingresso nord del Nipmuck Trail sulla Bigelow Hollow Road AKA CT Route 197 presso il Bigelow Hollow State Park.

La Yale-Myers Forest è una foresta di 32 km² proprietà della Università di Yale ed amministrata dalla Yale School of Forestry & Environmental Studies. Si trova nelle città di Union, Ashford, Eastford e Woodstock, nella parte nord-orientale del Connecticut. La foresta viene ritenuta il più grande possedimento privato dello stato.
La Yale-Myers Forest è gestita in accordo ad una filosofia di multiutilizzo, con ricerche scientifiche e lezioni, bilanciati con la produzione commerciale del legname. La foresta è attraversata dal sentiero panoramico noto come Nipmuck Trail; questo sentiero costituisce l'unico accesso pubblico permesso, ad eccezione dei sentieri di caccia, permessa in alcune stagioni.
La Yale-Myers Forest fa parte del sistema delle Yale Forests, che comprende anche la Yale-Toumey Forest (4,5 km²) nelle città di Swanzey e Keene, nel New Hampshire, e la Bowen Forest (1,9 km²) a Mount Holly, nel Vermont.
Il Boston Hollow fa parte della Yale-Myers Forest.